# Kevin Filling
Kevin Boubacar Filling, född 30 november 2008 i Västerås, Sverige, är en svensk fotbollsspelare som spelar för AIK i Allsvenskan.

## Klubblagskarriär

### Tidig karriär
Filling började spela fotboll i det lokala laget IK Franke. Han kom sedan som 11-åring att börja spela för Västerås SK ungdomsverksamhet. Säsongen 2023 började han spela för AIK:s akademi.
I maj 2025 lånades Filling ut till AIK:s samarbetsklubb Enköpings SK, där han kom att spela tre matcher varav ett mål den 28 maj 2025 mot IFK Stocksund.

### AIK
Filling debuterade den 29 juni 2025 i en match mot rivalen IFK Göteborg på Strawberry Arena. Efter en assist från Taha Ayari gjorde han mål och AIK kom senare att vinna matchen med 3–0.
Dagen därpå skrev han kontrakt med klubben. Kontraktet löper till och med den 30 juni 2028.